# Золота медаль імені Д. І. Менделєєва
Золота медаль імені Д. І. Менделєєва (рос. Золотая медаль имени Д. И. Менделеева) — наукова золота медаль (1962), присуджується РАН (до розпаду СРСР - АН СРСР) один раз в два роки, в день народження Д. І. Менделєєва — 8 лютого, за видатні роботи в галузі хімічної науки і технології, що мають важливе практичне значення. 
На IX Менделєєвському з'їзді золота медаль ім. Д. І. Менделєєва вручалася вперше. Її володарем став академік АН УРСР О. В. Кірсанов за дослідження в області синтезу фосфорорганічних сполук, що застосовуються в медицині і сільському господарстві.

## Список нагороджених
- 1965 — Кірсанов Олександр Васильович — за серію робіт з хімії фосфор-і сераорганіческіх сполук;
- 1967 — Вольфкович Семен Ісаакович — за цикл робіт з хімії фосфатів і розробку процесів одержання концентрованих і комплексних добрив;
- 1969 — Жаворонков Микола Михайлович — за дослідження в галузі хімії і технології стабільних ізотопів легких елементів;
- 1971 — Юнусов Сабір Юносович — за дослідження в області хімії алкалоїдів;
- 1973 — Тананаєв Іван Володимирович — за комплекс робіт у галузі неорганічної хімії, фізико-хімічного аналізу, аналітичної хімії та хімії рідкісних елементів;
- 1975 — Гольданский Віталій Йосипович — за цикл робіт з дослідження і використання нових явищ в хімії низьких температур;
- 1977 — Несмєянов Олександр Миколайович — за цикл робіт в області металоорганічних сполук і одержання продуктів харчування з нетрадиційних джерел;
- 1979 — Делімарський Юрій Костянтинович — за монографію «Електрохімія іонних розплавів»;
- 1981 — Дев'ятих Григорій Григорович — за цикл робіт на тему «Створення фізико-хімічних основ і розробка методів отримання високочистих речовин»;
- 1983 — Спіцин Віктор Іванович — за цикл робіт на тему «Створення фізико-хімічних основ і розробка методів отримання високочистих речовин»;
- 1985 — Садиков Абід Садикович — за цикл робіт з комплексного хімічному вивченню речовин, виділених з бавовнику;
- 1987 — Фльоров Георгій Миколайович — за цикл робіт по синтезу і дослідженню властивостей нових трансактінідних елементів таблиці Д. І. Менделєєва;
- 1989 — Фокін Олександр Васильович — за цикл робіт в області фтороорганіческой хімії;
- 1991 — Кафаров Віктор В'ячеславович — за монографію «Принципи створення безвідходних хімічних виробництв»;
- 1993 — Золотов Юрій Олександрович — за цикл робіт «Теоретичні дослідження в області екстракції металів і використання їх результатів в хімічному аналізі»;
- 1998 — Нефьодов Олег Матвійович — за цикл робіт з хімії карбенів і малих циклів;
- 2003 — Коновалов Олександр Іванович (хімік) — за серію робіт в галузі фізико-органічної і супрамолекулярної хімії;
- 2008 — Русанов Анатолій Іванович — за цикл робіт «Термодинаміка твердих поверхонь і механохімії»;
- 2013 — Моїсеєв Ілля Йосипович — за видатні роботи в галузі каталізу та енергозберігаючих технологій;
- 2018 — Цивадзе Аслан Юсупович — за видатні роботи в галузі супрамолекулярної хімії макроциклічних сполук.